# 입욕제
입욕제는 목욕할 때 목욕물에 넣는 질료다.

## 목적
입욕제를 목욕물에 첨가하는 이유는, 물만으로는 제공할 수 없는 독특한 효과를 누리기 위해서이다. 입욕제가 흔히 제공할 수 있는 것에 대해서 후술한다.
- 화장, 미용 효과 : 피부의 수분을 유지하는 성분을 주로 첨가한다. (보습효과)
- 의학적인 효과 : 약초 성분을 우려내도록 하는 제품이나 미네랄 온천을 모방하는 것에 주력한 목욕 소금 제품의 경우 의학적인 효과를 가질 수 있다.
- 색상 : 특히 배스 밤과 같은 제품은 목욕물에 다채로운 색상을 더하나, 완전히 섞이면 오물과 같은 모습을 띠는 것도 있다.
- 향기: 아로마&프래그런스 오일의 향료로 아로마테라피에 효과적이다.
- 거품 : 탄산염 등의, 거품을 내기 위해 이용되는 재료가 있다.

## 목록
- 목욕 소금
- 배스 밤